# João Martins Ricalde
João Martins Ricalde (Bilbau, c. 1540 – Corunha, 23 de outubro de 1588) ou João Martins da Riqua que corresponde a João Martins da Rica (ao que parece indicar a sua grande riqueza em bens materiais e estatuto, tal como Ricalde que é Senhor em basco ou mesmo Poderoso Senhor) ou Juan Martínez de Recalde em castelhano, foi um almirante e mercador ou provedor das armadas, com ligações à Biscaia e a Viana do Castelo, que esteve ao serviço da coroa espanhola nos Países Baixos e no Reino de Portugal que na altura passaram a pertencer ao Império Espanhol. Terá sido o 1º  senhor do Paço de Lanheses.

## Biografia
O Condestável de Castela, D. Pero Fernández de Belas, para defender Pamplona, mandou tirar 20 peças de artilharia de Fuenterrabía, em Guipúscoa, e para isso encarregou o provedor das armadas Juan Martínes de Recalde.
Juntando-se à armada espanhola vindo de Cádis por mar, em 1582, com uma sua esquadra com cerca de 20 "navios
grossos", lutou contra as forças de D. António, Prior do Crato e de Aymar de Clermont de Chaste ao lado do futuro Marquês de Santa Cruz de Mudela, Dom Álvaro de Bazán, ao largo dos Açores.
Após o controle de todo o arquipélago açoriano no ano de 1583, a rotina recomeça e a 20 de Julho de 1584, vemos o Ricalde a largar de Lisboa ao comando de três galeões e três caravelas, com destino às ilhas dos Açores, com 350 pessoas a bordo, a fim de aguardar a chegada dos navios da Índia e das Américas, para lhe servir depois de escolta, com receio dos piratas e corsários. Tal não aconteceu pois houve um desencontro, mas, felizmente dessa vez também nada foi assaltado.
É por essa altura, nesse mesmo ano, que sendo ele um capitão de mar com grande experiência, quando viu os novos galeões de guerra de Castela a chegar ao Tejo refere que estes tinham pouca "boca", o que limitava bastante a manobra das peças de artilharia nas cobertas.
Mais tarde, sai de novo da capital do Reino de Portugal, com a mesma missão ir às ilhas proteger a chegada dos navios das conquistas. Parte sob o comando do referido Marquês, que agregava os 14 navios da Coroa de Portugal, sendo oito navios a cargo de Recalde.
O regresso a Lisboa, nos finais do Verão de 1587, da armada de Recalde e de uma nau da Índia não foi calmo, tendo enfrentado vários temporais seguidos que inflingiram diversos danos aos navios. Quando, finalmente, entrou no porto encontrou, já aí fundeados, os restantes navios que irão integrar o ataque à Grã-Bretanha, que deu origem à derrocada da Invencível Armada.
Nela, ele segue então no seu posto almirante do lado luso-espanhol, sob o comando de D. Alonso Pérez de Guzmán, Duque de Medina Sidónia, fornecendo 14 naus (10 galeões e 4 patachos), 700 marinheiros, 2000 soldados e 250 peças de artilharia, que estariam estacionados às suas ordens no porto de Biscaia. Após início da expedição, ele será o segundo no comando geral e também a dirigir o enorme galeão, de 50 peças, chamado de São João de Portugal.

## Origem familiar
Segundo Felgueiras Gayo, em Famílias de Portugal, ele seria filho e herdeiro de um seu homónimo João Martins, navegante "rico" morador em Viana do Castelo e o que consta em documentação coeva, sua contemporânea, no Arquivo da Casa de Almada, é que seria de origem portuguesa. Já sua mãe seria uma senhora de San Sebastián, na Biscaia, D. Elvira Palomar y Angulo de origem na nobreza local. Seria filha de Fernão Rodrigues Palomar e Catarina de Angulo, senhores das Casas e Solares destes apelidos no lugar de Balmaseda, na Vila de Ascoitia, na província de Guipuscoa.
Este seu pai teria sido fidalgo escudeiro e juiz ordinário, pelos anos de 1510, colaborando na construção do Mosteiro de Santa Ana e sua Igreja de Nossa Senhora da Caridade, como vedor, "como consta do Foral da Câmara da dita Vila", e que tinha adquirido metade do padroado de Lanheses, localidade essa que na altura seria ainda um couto do mosteiro de São Salvador da Torre.

## Descendência
João Martins Ricalde, "o moço", casou com Guiomar de Abreu, filha de Rui de Abreu e de Senhorinha Gomes de Brito.
Tiveram:
- Rodrigo de Abreu de Ricalde casado com da Maria da Costa Vilarinho, filha de Diogo da Costa e de Maria Dias Vilarinho.
- Joana de Abreu Ricalde casada com António Vilarinho, sem geração.
- Catarina de Abreu casada António Quesado, sem geração.